# Östra Ramlösa
Östra Ramlösa is een plaats in de gemeente Helsingborg in de provincie Skåne län en het landschap Skåne in Zweden. De plaats heeft 75 inwoners (2000) en een oppervlakte van 5 hectare.